# 1991 في البرتغال
فيما يلي قوائم الأحداث التي وقعت خلال عام 1991 في البرتغال.

## سياسة

### تعيين في المنصب
- 1 يناير – أنطونيو كوستا عضو مجلس الجمهورية  [لغات أخرى]‏.

## برامج ومسلسلات وأنمي
- التوأمان

## مواليد

### يوليو
- 1 يوليو – ديوغو فيجويراس لاعب كرة قدم برتغالي.
- 21 يوليو – سارا سامبايو عارضة برتغالية.

### أغسطس
- 8 أغسطس – نيلسون أوليفيرا لاعب كرة قدم برتغالي.